# JKCS 041
| Daten von JKCS 041 Galaxienhaufen             | Daten von JKCS 041 Galaxienhaufen |
| --------------------------------------------- | --------------------------------- |
| Sternbild                                     | Walfisch                          |
| Position Epoche: J2000.0 Äquinoktium: J2000.0 |                                   |
| Rektaszension                                 | 02h 26m 44s                       |
| Deklination                                   | −4° 41′ 37″                       |
| Erscheinungsbild                              |                                   |
| Scheinbare Helligkeit (visuell)               | ? mag                             |
| Winkelausdehnung                              | ?                                 |
| Anzahl Galaxien                               | ?                                 |
| Masse                                         | 2,9 · 1014 Sonnenmassen           |
| Hellstes Mitglied                             | ?                                 |
| Physikalische Daten                           |                                   |
| Rotverschiebung                               | ca. 1,9                           |
| Entfernung                                    | ca. 10,2 Mrd. Lichtjahre          |
| Geschichte                                    |                                   |
| Entdeckung                                    | United Kingdom Infrared Telescope |
| Entdeckungsdatum                              | 2006                              |
| Katalogbezeichnungen                          |                                   |
| JKCS 041                                      |                                   |

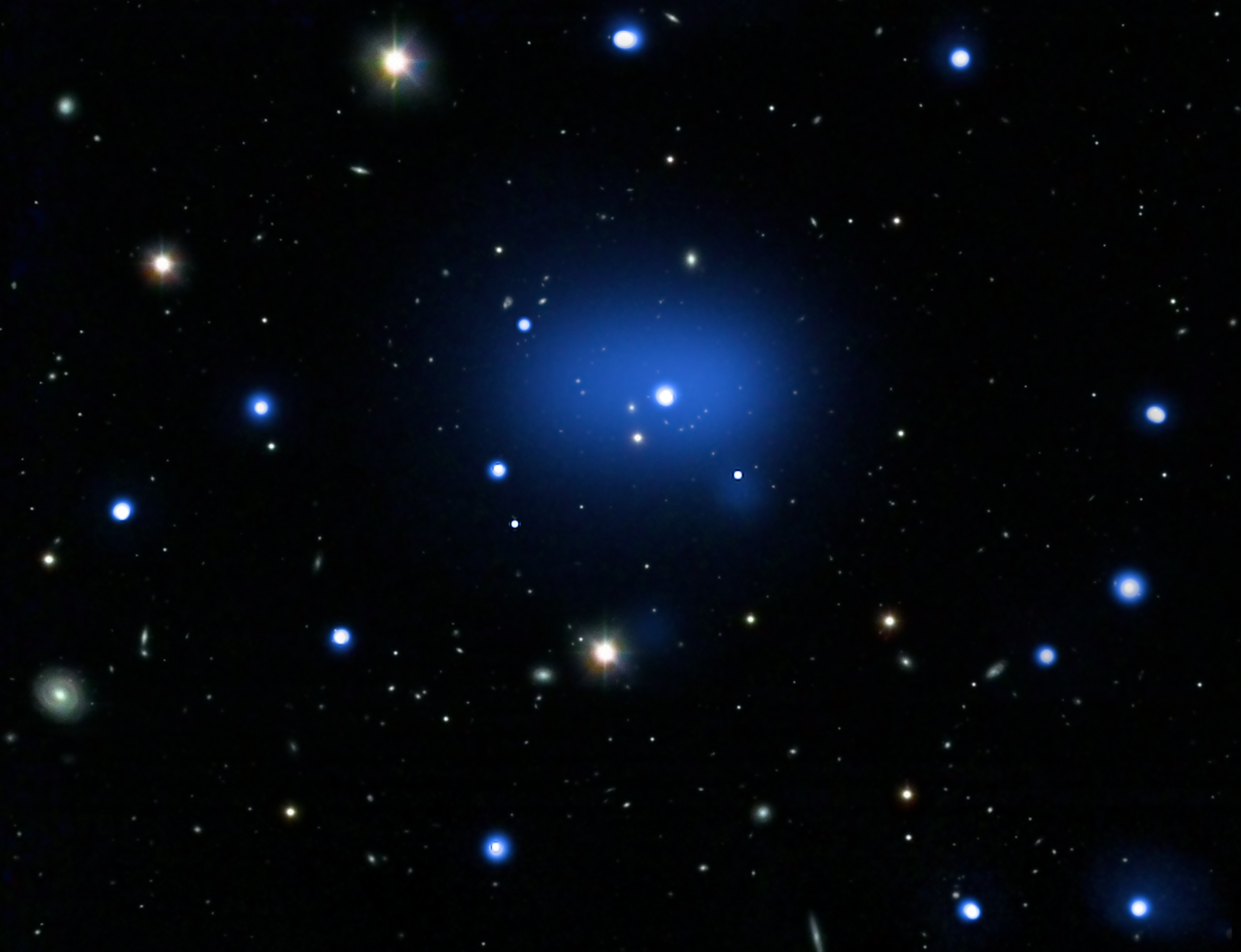
JKCS 041

JKCS 041 ist ein Galaxienhaufen im Sternbild Walfisch.
Mit einer Entfernung von 10,2 Milliarden Lichtjahren ist er einer der am weitesten von der Erde entfernten bekannten Galaxienhaufen. Er befindet sich damit an der Altersgrenze, an der Astronomen Galaxienhaufen erwarten. Diese ergibt sich aus der Annahme der Wissenschaftler, dass es nach dem Urknall eine Weile brauchte, bis sich durch die Wirkung der Schwerkraft Galaxienhaufen gebildet hatten. JKCS 041 löste damit den 2006 entdeckten Rekordhalter XMMXCS J2215.9-1738 in einer Entfernung von 9,2 Mrd. Lichtjahren ab.
Die ersten Hinweise auf JKCS 041 hatten bereits 2006 Infrarot-Beobachtungen mit dem United Kingdom Infrared Telescope geliefert. Messungen mit anderen Instrumenten im optischen und infraroten Bereich, darunter dem Canada-France-Hawaii Telescope und dem Weltraumteleskop Spitzer, bestätigten schließlich die große Entfernung der Galaxien des Haufens. Doch erst der Nachweis von heißem Gas mit einem Durchmesser von 36,6″ (300 kpc) zwischen den Galaxien mit dem Röntgenteleskop Chandra lieferte den endgültigen Beweis dafür, dass es sich bei der Ansammlung um einen echten, gravitativ gebundenen Galaxienhaufen handelt.